# Антофілія

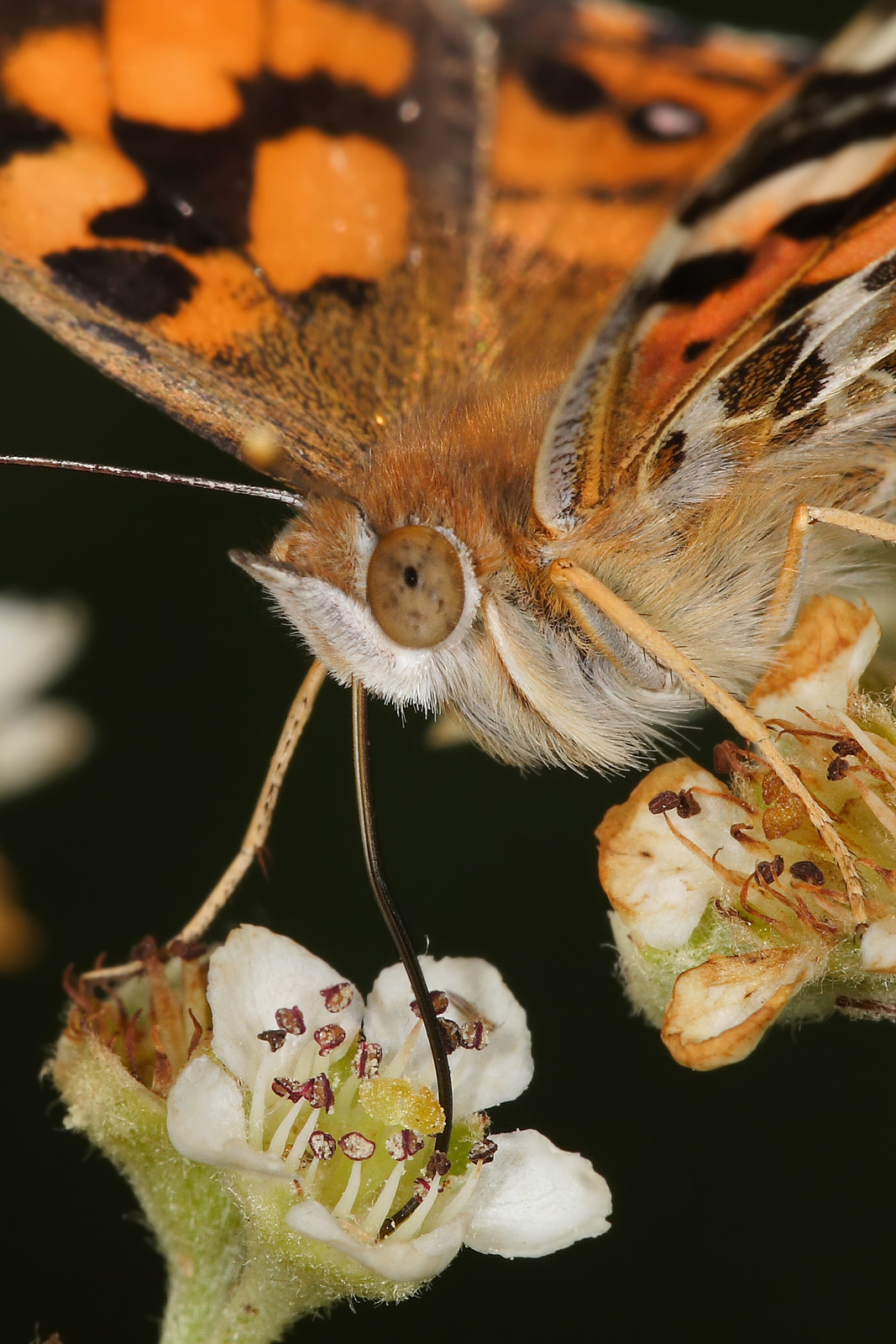
Метелик Vanessa kershawi, що п'є нектар своїм довгим хоботком

Антофілія (від дав.-гр. ἄνθος — «квітка» і φιλία — «люблю») — явище, коли комахи та деякі хребетні тварини відвідують квіти рослин для живлення пилком або нектаром, здійснюючи тим самим перехресне запилення.
У зоології нектарофаг — тварина, що отримує енергію та поживні речовини з раціону, який складається переважно або виключно з багатого на цукор нектару, що виділяється квітучими рослинами. Багато видів споживають нектар, але не здійснюють запилення. Чимало видів є як запилювачами, так і виключно споживачами нектару, залежно від видів рослин, з якими вони контактують.
Антофілія тісно пов'язана з ентомофілією. Разом вони є двома сторонами коеволюції рослин і тварин. Антофілія відома для багатьох груп комах, велика частина яких живиться пилком постійно або час від часу. Серед хребетних тварин антофілія властива багатьом птахам (наприклад, колібрі, нектарниці), а також ссавцям (деяким кажанам).

## Поживна цінність нектару
Нектар як джерело їжі має низку переваг, а також викликів. По суті, це розчин (до 80 %) простих цукрів сахарози, глюкози та фруктози, які легко всмоктуються і перетравлюються, являючи собою багате й ефективне джерело харчування. Цей розчин часто розбавляється або рослиною, яка його виробляє, або дощем, що падає на квітку, і багато нектароносів мають адаптації, щоб ефективно позбавлятися надлишку води, що потрапляє в організм у такий спосіб.
Однак нектар є неповноцінним джерелом харчування. Хоча він містить білки та амінокислоти, вони містяться в невеликих кількостях, а мінералів і вітамінів у ньому дуже мало. Дуже мало організмів споживають виключно нектар протягом усього свого життєвого циклу, і, як правило, доповнюють його іншими джерелами енергії, зокрема комахами (таким чином, перетинаючись з комахоїдними), або споживаючи його виключно протягом певного періоду.

## Ентомофілія

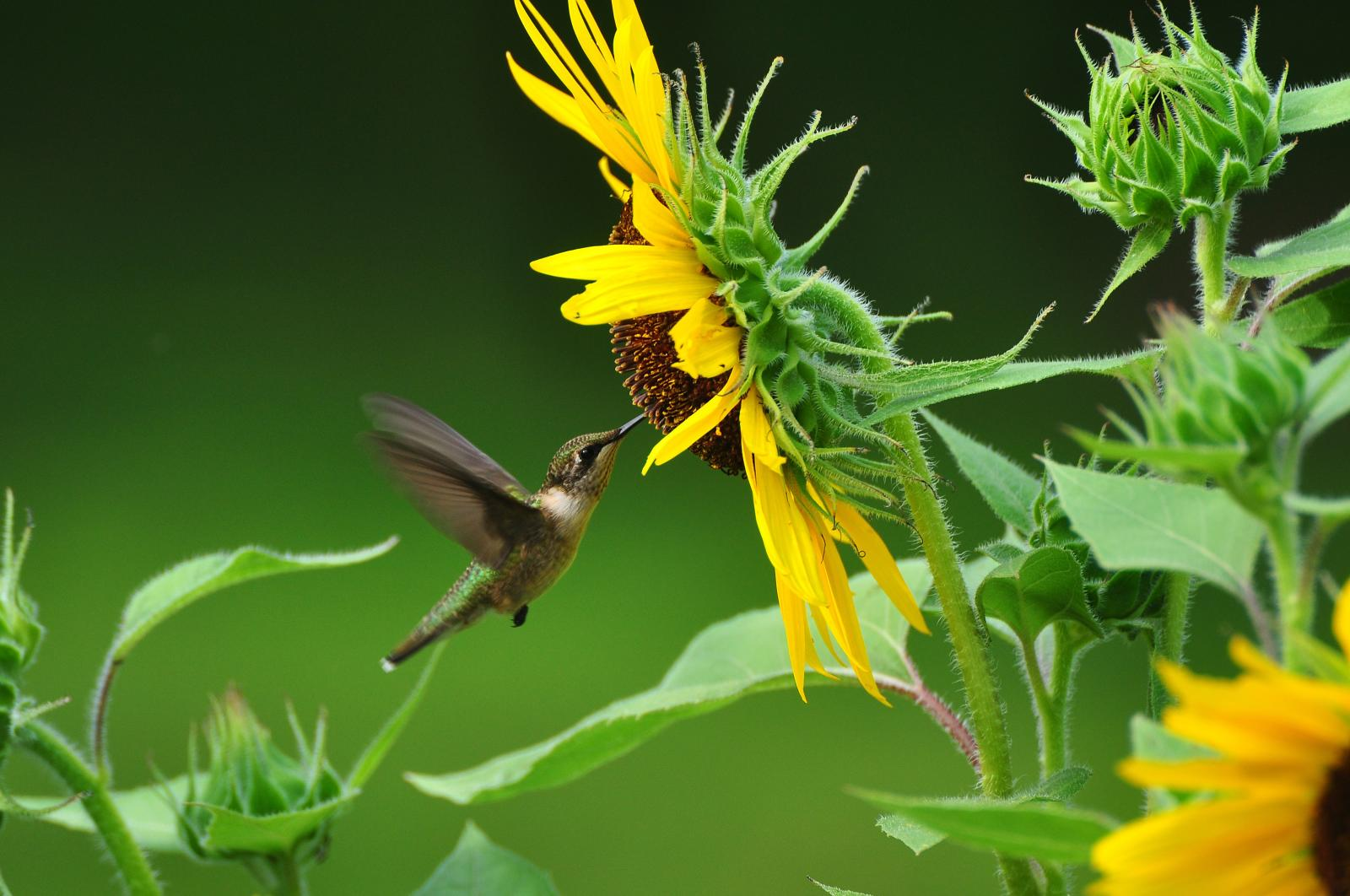
Самиця рубіновогорлого колібрі (Archilochus colubris) харчується нектаром соняшника (Helianthus annuus)

### Лектичність
Ентомофіли за трофічним спектром поділяються на:
- полілекти (збирають пилок з широкого кола рослин (широкі полілекти) або з небагатьох видів рослин, що належать до різних ботанічних родин (вузькі полілекти));
- оліголекти (збирають пилок переважно або виключно однієї родини рослин (широкі оліголекти), або з квіток рослин одного або ряду близьких родів (вузькі оліголекти));
- монолекти (збирають пилок з квіток рослин одного виду).